# Anna Alexis Michel
Anna Alexis Michel, née le 15 avril 1966 à Bruxelles, est une artiste française et belge établie à Miami Beach dans l'État de Floride aux États-Unis.
Photographe et artiste visuelle, elle est aussi dramaturge et auteure.

## Biographie
La vie et l'œuvre d'Anna Alexis Michel sont profondément marqués par deux évènements majeurs : la perte de sa mère et son burn-out. Elle en témoignera régulièrement avec l'obsession de « transformer ses deuils en projets ».
Son travail photographique parle de résilience. Il est alors exposé à la Gallery 212 à Wynwood à Miami,,.
En 2015, la rencontre avec son partenaire Jean-Michel Voge donnera naissance au projet de photographie conceptuelle « The Meringue Project », qui parle du sexe féminin en utilisant une meringue,, avec la volonté d'aborder des thèmes féminins durs comme l'excision, mais toujours avec une distance élégante. Une des photos, gagnante du concours Building Bridges to End FGM, sera exposée au Parlement européen à Bruxelles. Elle continuera ensuite à porter le projet à la Markowicz Fine Art Gallery à Miami dès 2016 et à l'Amsterdam Whitney Gallery à New York à partir de 2017.
En 2017, elle expose à Miami avec la photographe et styliste Stéphanie Renoma : l'exposition Introduction met en miroir leur travail sur la bouche et le sexe,,.
Parallèlement, elle développe un travail d'écriture, d'abord d'adaptation, puis de dramaturgie et de mise en scène avec la pièce de théâtre Le Peignoir aux alouettes, première création francophone au Fillmore Theater de Miami Beach en avril 2017,,,,,,, qui sera reprise à l'automne suivant dans le programme officiel de la manifestation culturelle French Weeks,,. Le Courrier de Floride décrit la pièce de « vaudeville moderne ».

## Prix et récompenses

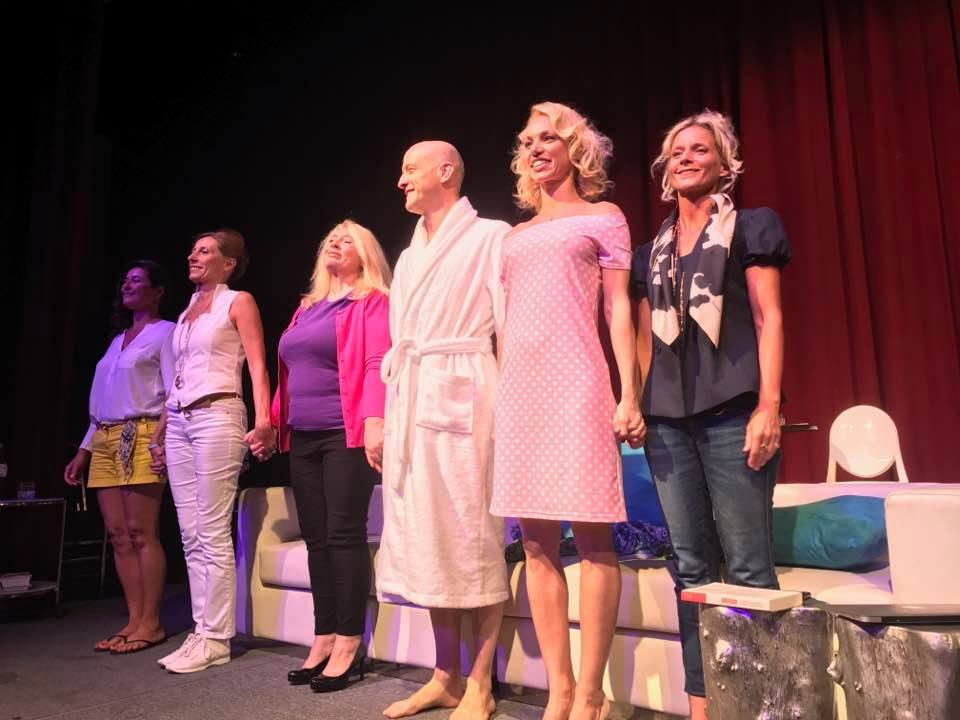
Le Peignoir aux alouettes

- Gagnant avec Jean-Michel Voge du concours photo Building Bridges to End FGM27 organisé par l’ONG End FGM avec la photo Endless Beauty. Cette photo a été exposée sur l’esplanade Solidarnosc au Parlement européen à Bruxelles en janvier 2016[29].